# Johann Heinrich Redecker
Johann Heinrich Redecker (* 3. August 1682 in Hannover; † 10. November 1764 ebenda) war ein Amts- und Kammerschreiber sowie Chronist.

## Werdegang

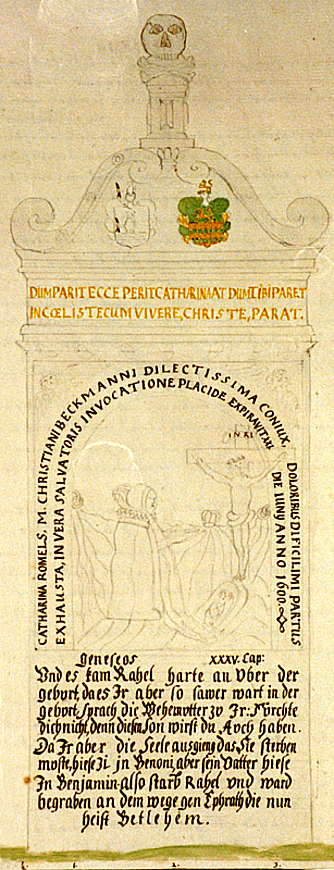
Von Redecker in seiner Chronik Historische Collectanea... gezeichnete Grabstele auf dem Nikolaifriedhof im Jahr 1600 bestatteten Catharina Romels, Ehefrau des Rektors der hannoverschen Lateinschule, Christian Beckmann

Johann Heinrich Redecker war der Sohn eines Hofbeamten und wuchs vermutlich in Harpstedt an der Delme auf. Dort war er schon vor 1700 als Amtsschreiber tätig, bevor er, wahrscheinlich ab 1723, in Hannover als Hofkammerschreiber wirkte.
In der Schlosskirche Hannover heiratete Redecker am 15. August 1726 Dorothea Elisabeth Gräfe, Tochter des Glockengießers Gräfe und Witwe des Rektors Andreas Christoph Augspurg. Nach dem Erwerb des Hauses Röselerstraße 11 erhielt Redecker am 4. Dezember 1733 unentgeltlich das Bürgerrecht der (Alt-)Stadt Hannover.
Nach seinem Tod übergab sein Schwiegersohn dem Magistrat Hannovers Redeckers handschriftliche Chronik Historische Collectanea....

## Werke
- Historische Collectanea von der Königlichen und Churfürstlichen Residenz-Stadt Hannover ... am 8. Julii 1723 angefangen; 2 Bände mit einem Register-Band

Seine handschriftliche Chronik Historische Collectanea..., auch Redeckers Chronik oder Collectanea Hannoverana genannt, ist eine wertvolle Quelle für die Geschichte der Stadt Hannover insbesondere für die erste Hälfte des 18. Jahrhunderts. Sie wurde auszugsweise in zahlreichen Heften der Hannoverschen Geschichtsblätter veröffentlicht. Das Original der Handschrift befindet sich im Besitz des Stadtarchivs Hannover.